# Patania concatenalis
Patania concatenalis is een vlinder uit de familie van de grasmotten (Crambidae). De wetenschappelijke naam van deze soort is voor het eerst voorgesteld als Botys concatenalis door Francis Walker in een publicatie uit 1865.
Deze soort komt voor in China (Hainan) en India (West-Bengalen).